# Philophthalmus megalurus
Philophthalmus megalurus är en plattmaskart. Philophthalmus megalurus ingår i släktet Philophthalmus och familjen Philophthalmidae. Inga underarter finns listade i Catalogue of Life.